# Kubulu pagasts
Kubulu pagasts er en territorial enhed i Balvu novads i Letland. Pagasten etableredes i 1945, havde 1.590 indbyggere i 2010 og 1386 indbyggere i 2016 og omfatter et areal på 167,19 kvadratkilometer. Hovedbyen i pagasten er Kurna.